# چاه‌خوش‌نری
چاه خوش نری روستایی در دهستان دوکوهه بخش سه قلعه شهرستان سرایان استان خراسان جنوبی ایران است. بر پایه سرشماری عمومی نفوس و مسکن در سال ۱۳۹۰ جمعیت این روستا ۱۱ نفر (در ۴ خانوار) بوده است.